# Anorexígeno

Mazindol, un anorexígeno

Un anorexígeno (del griego, «an» = "sin" y «orexis» = "apetito") es una sustancia supresora o depresora del apetito, comercializada como suplementos dietéticos o como fármaco y administrada con el objetivo de perder peso.
Los anorexígenos son recetados habitualmente por médicos para tratar la obesidad, cuando el tratamiento con dieta, ejercicio y manejo del comportamiento respecto a los hábitos alimentarios ha fracasado o es insuficiente.